# NES Satellite
El NES Satellite es un accesorio de la videoconsola Nintendo Entertainment System (NES). Es básicamente una «unidad de control remoto inalámbrico» o un adaptador multijugador creado por Nintendo y lanzado en 1989 como parte del NES Sports Set. El NES Satellite permite el juego simultáneo de dos, tres o cuatro usuarios.
El accesorio NES Satellite permite que cuatro jugadores manipulen simultáneamente la consola Nintendo Entertainment System. Además, actúa como un adaptador inalámbrico de largo alcance, ideal para todos los controladores de cable; funciona con pilas eléctricas. Mientras que un controlador normal tiene un rango de tres pies, el NES Satellite se expande hasta los quince pies. Un receptor de infrarrojos pequeño se conecta a los dos puertos de mando en la parte frontal de la consola Nintendo Entertainment System. La unidad principal del satélite funciona por medio de seis baterías tipo C y debe tener una línea de mira hacia el receptor. La unidad cuenta con cuatro puertos de controlador que acogen todo tipo de controladores de la consola. La unidad dispone de selectores turbo para los botones A y B.
Un adaptador para cuatro jugadores similar al NES Satellite llamado NES Four Score fue puesto en libertad un año después, a pesar de que no permitía jugar de forma inalámbrica.
El NES Satellite fue uno de los accesorios más destacados y reconocidos de la época.

## Videojuegos
Lista de videojuegos compatibles para el NES Satellite:
| - 8-Bit Xmas 2011 - Bomberman II - Danny Sullivan's Indy Heat - Gauntlet II - Greg Norman's Golf Power - Harlem Globetrotters - Kings of the Beach - Magic Johnson's Fast Break - Monster Truck Rally - M.U.L.E. - NES Play Action Football - A Nightmare on Elm Street | - Nintendo World Cup - R.C. Pro-Am II - Rackets & Rivals - Rock 'n Ball - Roundball: 2 on 2 Challenge - Spot - Smash TV - Super Off Road - Super Jeopardy! - Super Spike V'Ball - Swords and Serpents - Top Players' Tennis |